# Ramon de Penyafort
Ramon de Penyafort   (Santa Margarida i els Monjos, c. 1175 - Barcelona, 6 de gener de 1275) o Raimon de Penyafort, va ser un religiós dominic català, un dels grans especialistes en dret canònic de l'Edat Mitjana. L'impuls de l'escolàstica dels segles xi i xii motiva l'estudi científic de la teologia i Penyafort esdevé un doctor en teologia escolàstica gràcies, principalment, a les seves Summas. Se'l considera l'introductor de la Inquisició a la Corona d'Aragó.

## Biografia
Fill del cavaller Pere Ramon de Penyafort, senyor del castell de Penyafort, i de Saurina. El 1204 era clergue i escriptor de la catedral de Barcelona. Estudià cànons a la Universitat de Bolonya, on exercí també el professorat (1217-22). De nou a Barcelona (1223), fou nomenat canonge i paborde de la seu, però aviat renuncià a aquests càrrecs i ingressà en l'Orde de Sant Domènec, congregació que conegué a Bolonya.
Després d'uns quants anys de silenci documental, que esmerçà en l'estudi i en la redacció d'alguns tractats, com la Summa de casibus poenitentiae o glosses al Decret de Gracià, acompanyà el legat papal Jean d'Abbeville (1228) en el seu recorregut pels regnes hispànics per a implantar la reforma i les decisions del Concili Quart del Laterà. El seguí a Roma, on fou nomenat capellà i penitencier papal i confessor de Gregori IX (1230).
El Papa li encarregà la compilació de les anomenades Decretals de Gregori IX o Liber extra, que foren promulgades el 1234; és l'obra que li ha donat més fama i que fou el codi de dret canònic en ús a l'Església Catòlica fins al codi de Pius X. També escriví durant aquest temps les Dubitalia cum responsionibus ad quaedam ad Pontificem.
El 1235 obtingué la concessió de la regla augustiniana que normalitzava l'Orde de la Mercè, al qual havia orientat en els seus orígens. El Papa el volgué premiar amb la concessió de l'Arquebisbat de Tarragona, però cansat i malalt, hi renuncià, així com als càrrecs papals, i es retirà al Convent de Santa Caterina (Barcelona) el 1236.
En l'etapa del 1236 al 1238 desplegà una gran activitat a la Corona d'Aragó: intervingué en les Corts de Montsó (1236), aixecà l'excomunió de Jaume I (1237), que fou gran amic seu, intervingué en la dimissió del bisbe de Tortosa (1237), en la provisió del bisbat d'Osca i en la del de l'illa de Mallorca, recentment conquerida, a més d'altres gestions en pla de jutge o assessor jurídic en temes d'heretgia i nul·litat de matrimonis.
El 1239 fou elegit tercer general de l'orde dominicà en un capítol general de l'orde a París, on disposà una nova redacció de les Constitucions, promulgades el 1241. Visità els principals convents, obtingué butlles papals per al bon desenvolupament de l'orde i disposà la plena integració de la branca femenina en l'orde. Dimití el 1240, després d'un curt però intens govern. Retornà al convent de Santa Caterina de Barcelona, on visqué trenta-cinc anys, fent de conseller del rei Jaume I, intervenint en tots els afers importants de la vida religiosa del país, fins al punt que quatre bisbats (Barcelona, Vic, Lleida i Girona) foren regits per dominicans.
Actuà d'inquisidor i d'assessor jurídic en múltiples casos. També és remarcable la seva obra pastoral i missionera: fundà un studium, o escola de llengua àrab, a Tunis (1245) i un altre a Múrcia (1266) per a la conversió dels musulmans; a petició seva Tomàs d'Aquino redactà el manual apologètic o Summa contra gentiles, entre el 1259 i el 1261. Jaume el Conqueridor va convocar la Disputa de Barcelona l'any 1263 a petició de Raimon de Penyafort.
A més de les obres citades, és autor també d'una Summa Iuris canonici, escrita, sembla, entre el 1218 i el 1221, i altres petits tractats de temes d'afinitats i consanguinitats matrimonials o compilació de decretals per a ús dels dominicans.

## Veneració
El Concili de Tarragona del 1279 demanà ja la seva canonització, però aquesta no es feu fins al 1601; amb aquest motiu se celebraren a Barcelona diversos actes festius entre els quals dos certàmens poètics, amb participació castellana i catalana, dels quals Rebullosa publicà una extensa Relación (1601). El Dietari de Jeroni Pujades també es fa ressò dels actes celebrats a Barcelona amb motiu de la canonització de sant Ramon de Penyafort. Els relats de les festes de canonització permeten documentar amb fidelitat la composició del Seguici Popular de la ciutat de Barcelona en aquella data. També se celebraren actes de celebració en altres poblacions catalanes com Vic o Vilafranca del Penedès.
La seva despulla, abans venerada al convent de Santa Caterina de Barcelona, fou traslladada a la catedral el 1838, en ésser enderrocat el convent, i a la capella actual el 1879. El sepulcre a la catedral és el mateix que hi havia a santa Caterina.
Hom li atribuí miracles i fets extraordinaris, com la travessada del mar de Sóller a Barcelona sobre la seva capa i, l'any 1665, el papa Climent VIII el proclamà sant. La seva festivitat se celebra el 7 de gener. És patró dels col·legis d'advocats catalans. Diverses localitats acullen convents i parròquies advocades al sant. Un retrat seu forma part de la Galeria de Catalans Il·lustres de l'Ajuntament de Barcelona. El seu viatge de Sóller a Barcelona damunt la seva capa hom l'ha assenyalat com a precedent del windsurf, i li ha estat atribuït el patronatge d'aquest esport.
L'any 1944 l'Estat espanyol va crear l'Orde de la Creu de Sant Ramon de Penyafort, que agrupa les persones condecorades amb la creu de Sant Raimon de Penyafort per haver destacat en l'àmbit de les ciències jurídiques.
- Parròquia del Pla de Santa Maria
- Parròquia de S. Ramon de Penyafort (Barcelona)
- Convent dominic a Santa Margarida i els Monjos
- Arca del sepulcre de sant Ramon a la Catedral de Barcelona, antic sepulcre procedent del convent de Santa Caterina, avui sobre l'altar de la capella (segle xiv).
- Sepulcre de Ramon a la Catedral de Barcelona

## Iconografia
Se'l representa vestit amb la indumentària característica de l'orde dominicà, hàbit blanc i capa negra. Com a atributs acostuma a portar una clau d'or, que fa referència al seu càrrec de penitencier papal a Roma, i també el llibre de les Decretals que va compilar.
Un dels episodis més característics de la seva hagiografia és la navegació miraculosa (dita transfretació) entre l'illa de Mallorca i Barcelona, que va fer agenollat damunt de la seva capa, que li servia com de barca. Destaca així mateix la seva presència en l'escena de l'aparició de la Mare de Déu a sant Pere Nolasc, episodi fundacional de l'Orde de la Mercè.
Obres:
- Sepulcre i estàtua jacent a la catedral de Barcelona (segle xiv)
- Medalló amb al seu retrat obra de Fra Angelico (1436-1445) formant part de les pintures murals del convent de Sant Marc de Florència
- El papa Gregori IX aprova les Decretals, que rep de mans de Ramon de Penyafort. Pintura de Rafael a l'Estança de la Signatura del Vaticà (1511) fent referència a la Virtut i la Llei.
- Taules pintades dedicades a sant Ramon de Penyafort amb motiu de la seva canonització a començaments del segle xvii (Museu Episcopal de Vic)[11]
- Navegació miraculosa de sant Raimon de Penyafort, pintura de Ludovico Carracci (1608-1610) a l'església de Sant Domènec de Bolonya.
- Navegació Miraculosa de sant Ramon de Penyafort, pintura de Tommasso Dolabella (1627) a l'església dels dominics de Cracòvia
- Sant Ramon de Penyafort navegant damunt la seva capa, pintura de començaments del segle xvii (Basílica de Sant Eustorgi, Milà)
- Relleu del retaule del Roser de l'església de Sant Pere Màrtir de Manresa, de Joan Grau i Magí Torrebruna, 1642-1656 (Museu del Barroc de Catalunya)
- Retaule factici de sant Ramon de Penyafort a l'església parroquial de Sitges (segle XVII)
- Escultura d'Ignasi Vergara (cap a 1745-1750) a l'església de Sant Felip Neri de Barcelona
- Escultura a la façana neogòtica de la catedral de Barcelona, obra d'Agapit Vallmitjana (1887-1890)
- Retrat pintat per Josep Maria Marquès (1888) a la Galeria de Catalans Il·lustres
- Bust obra de l'escultor Eusebi Arnau (1896) a la biblioteca del Col·legi d'Advocats de Barcelona
- Retaule de sant Ramon de Penyafort a la Basílica de Santa Maria de Vilafranca del Penedès, obra de Rafael Solanic